# 세계 난민의 날

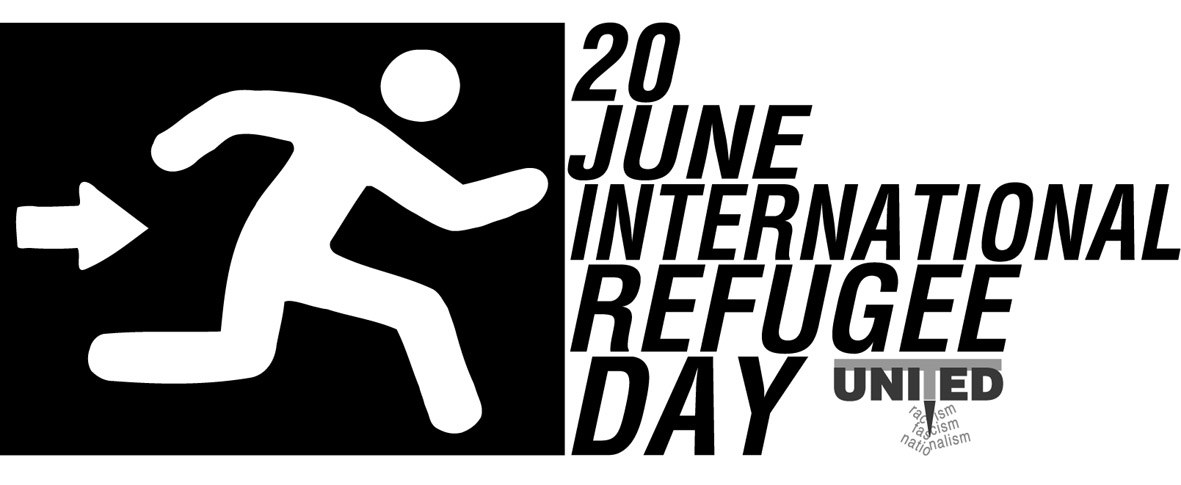

세계 난민의 날(World Refugee Day)은 6월 20일로 난민에 관한 기념일이다.
2000년 국제 연합 총회에 의해 의결되어 2001년부터 매년 치러지고 있다. 6월 20일은 "아프리카 난민의 날"에서 유래하였으며, 매년 국제 연합 난민 고등 판무관 사무소는 전 세계적으로 행사를 치르고 있다.

## 같이 보기
- 국제 이주자의 날
- 비호권
- 유엔
- 유엔난민기구